# Беріссо (округ)
Округ Беріссо (ісп. Berisso) — адміністративно-територіальна одиниця 2-ого рівня у провінції Буенос-Айрес в центральній Аргентині. Адміністративний центр округу — Беріссо (ісп. Berisso).
Населення округу становить 88470 осіб (2010). Площа — 135 кв. км.

## Історія
Округ заснований у 1957 році.

## Населення
У 2010 році населення становило 88470 осіб. З них чоловіків — 43012, жінок — 45458.

## Політика
Округ належить до 3-ого виборчого сектору провінції Буенос-Айрес.